# Mana (klan)
Mana är en klan i Liberia.   Den ligger i regionen Grand Cape Mount County, i den västra delen av landet, 100 km norr om huvudstaden Monrovia.